# 董卫国
董衞國（？—1683年），汉军正白旗人。清朝政治人物。
初授佐領，累官秘書院學士。順治十八年，擢山西巡撫。康熙四年，加工部尚書銜。十三年，改兵部尚書銜。
“三藩之乱”起，抗击耿精忠部于江西，屡败叛军，复率师征湖南，克靖州、沅州、镇远，平贵州有功。甚受康熙帝信任。

## 延伸阅读
[在维基数据编辑]
 《清史稿·卷256》，出自趙爾巽《清史稿》